# واکلیم
واکلیم (به فرانسوی: Ouaklim) یک کومون در مراکش است که در استان تنغیر واقع شده‌است. واکلیم ۸٬۹۰۲ نفر جمعیت دارد.